# 小约瑟夫·威廉·马丁
小约瑟夫·威廉·马丁（英語：Joseph William Martin, Jr.，1884年11月3日—1968年3月6日）是一名美国共和党国会议员、第44任美国众议院议长。
马丁来自马萨诸塞州，是1931年至1995年间美国国会唯一的共和党籍的议长。
马丁曾在中国第二次国共内战支持对华援助。